# Iowa Speedway

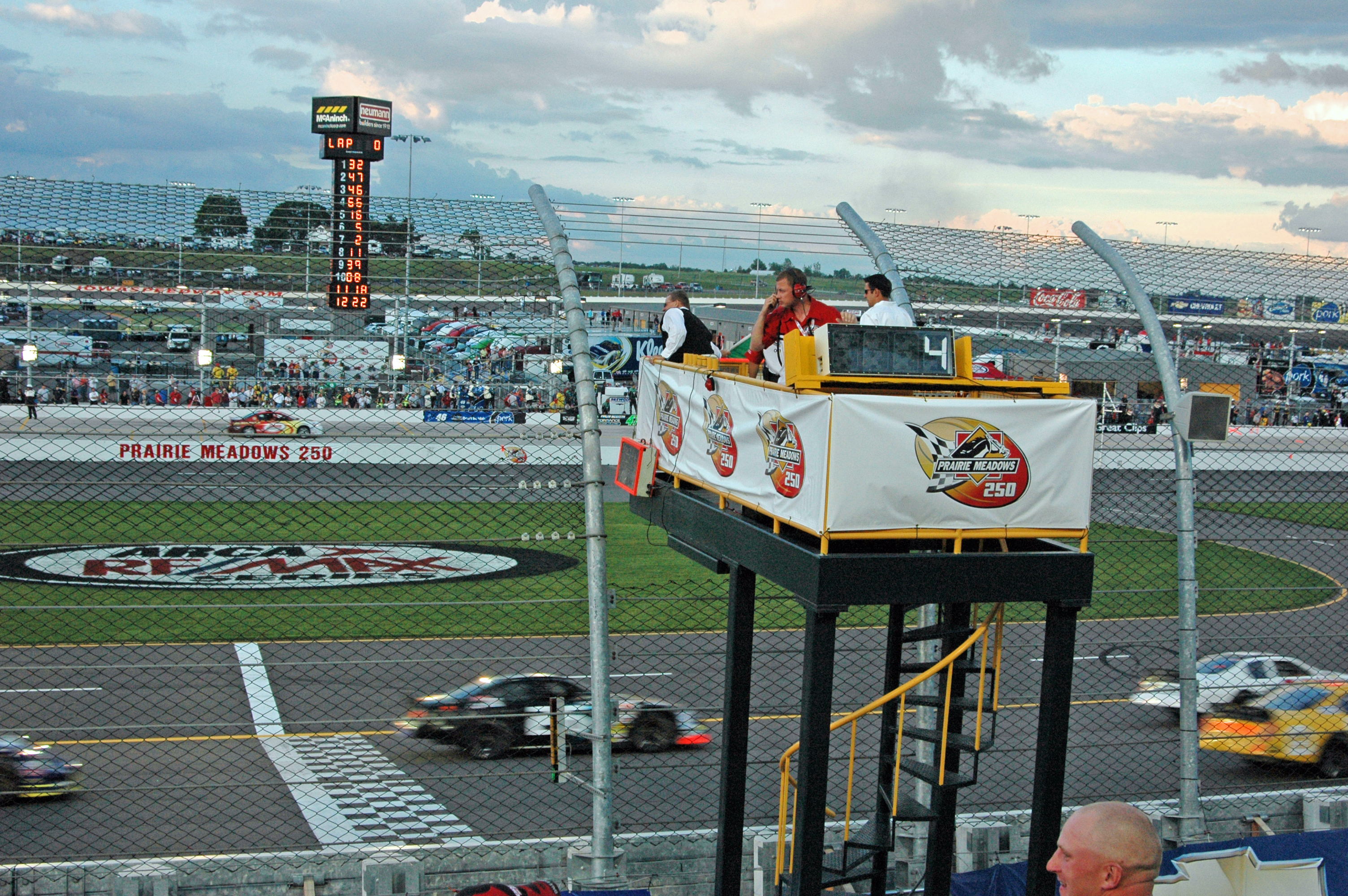
Iowa Speedway, 2007.

De Iowa Speedway is een racecircuit gelegen in de Amerikaanse stad Newton in de staat Iowa. Het ligt ongeveer 50 km ten oosten van Des Moines. Het is een ovaal circuit dat in 2005 in gebruik werd genomen. Het circuit heeft een lengte van 0,875 mijl (1,4 km). Er worden onder meer races gehouden die op de kalender staan van de verschillende NASCAR-kampioenschappen en de Indy Racing League series. Het circuit heeft ook een wegcircuit met negen bochten dat 1,3 mijl of 2,09 km lang is.

## Winnaars op het circuit
Winnaars op het circuit voor een race uit de Indy Racing League kalender.
| Jaar | Rijder           |
| ---- | ---------------- |
| 2007 | Dario Franchitti |
| 2008 | Dan Wheldon      |
| 2009 | Dario Franchitti |
| 2010 | Tony Kanaan      |
| 2011 | Marco Andretti   |
| 2012 | Ryan Hunter-Reay |